# Linia de succesiune la tronul din Rusia
Monarhia din Rusia a fost abolită în 1917 în urma Revoluției din Februarie când Țarul Nicolae al II-lea a fost forțat să abdice.

## Ordinea succesiunii în martie 1917
Numerele din listă arată poziția în ordinea succesiunii, așa cum arăta ea în martie 1917. În listă se află numai descendenții lui Nicolae I al Rusiei. Ordinea este dată de sistemul primogeniturii agnatice, potrivit căruia au drept de succesiune numai descendenții de sex masculin pe linie masculină.
- Țarul Nicolae I (1796-1855)
  -  Țarul Alexandru al II-lea (1818-1881)
    -  Țarul Alexandru al III-lea (1845-1894)
      -  Țarul Nicolae al II-lea (1868-1918)
        - (1) Marele Duce și Țarevici Alexei Nicolaevici (1904 – 1918)

      - (2) Marele Duce Mihail Alexandrovici (1878 – 1918)

    - Marele Duce Vladimir Alexandrovici (1847–1909)
      - (3) Marele Duce Kiril Vladimirovici (1876 – 1938)
      - (4) Marele Duce Boris Vladimirovici (1877 – 1943)
      - (5) Marele Duce Andrei Vladimirovici (1879 – 1956)

    - (6) Marele Duce Paul Alexandrovici (1860 – 1919)
      - (7) Marele Duce Dmitri Pavlovici (1891 – 1941)

  - Marele Duce Constantin Nicolaievici (1827–1892)
    - (8) Marele Duce Nicolae Constantinovici (1850-1918)
    - Marele Duce Constantin Constantinovici (1858–1915)
      - (9) Prințul Ivan Constantinovici (1886 – 1918)
        - (10) Prințul Vsevelod Ivanovici (1914 – 1973)

      - (11) Prințul Gavril Constantinovici (1887 – 1955)
      - (12) Prințul Constantine Constantinovici (1891 – 1918)
      - (13) Prințul Igor Constantinovici (1894 – 1918)
      - (14) Prințul George Constantinovici (1903 – 1938)

    - (15) Marele Duce Dmitri Constantinovici (1860 – 1919)

  - Marele Duce Nicolae Nicolaevici (1831–1891)
    - (16) Marele Duce Nicolae Nicolaevici (1856 – 1929)
    - (17) Marele Duce Petru Nicolaevici (1864 – 1931)
      - (18) Prințul Roman Petrovici (1896 – 1978)

  -  Marele Duce Mihail Nicolaevici (1832–1909)
    - (19) Marele Duce Nicolae Mihailovici (1859 – 1919)
    - (20) Marele Duce Mihail Mihailovici (1861 – 1929)
    - (21) Marele Duce George Mihailovici (1863 – 1919)
    - (22) Marele Duce Alexandru Mihailovici (1866 – 1933)
      - (23) Prințul Andrei Alexandrovici (1897 – 1981)
      - (24) Prințul Feodor Alexandrovici (1898 – 1968)
      - (25) Prințul Nikita Alexandrovici (1900 – 1974)
      - (26) Prințul Dmitri Alexandrovici (1901 – 1980)
      - (27) Prințul Rostislav Alexandrovici (1902 – 1978)
      - (28) Prințul Vasili Alexandrovici (1907 – 1989)

    - (29) Marele Duce Serghei Mihailovici (1869 – 1918)

Mulți au murit fără urmași; unii au fost uciși în timpul Revoluției Ruse.